# 盛镛
盛镛，字麟祥，一字玉书，号西园，江苏无锡人，明朝诗人。盛颙族孙，著有《冰壑公年譜》。

## 诗作
《余致政归与钱惟章潘继芳相契辄赋诗以赠》

海鹤风神爽，霜筠气节清。
诗书千古重，轩冕一铢轻。
德望承先世，文章属老成。
方塘来宴集，写我灌婴情。